# Clinorhytis flavitarsis
Clinorhytis flavitarsis är en tvåvingeart som först beskrevs av Jean-Jacques Kieffer 1895.  Clinorhytis flavitarsis ingår i släktet Clinorhytis och familjen gallmyggor. Inga underarter finns listade i Catalogue of Life.